# Сомелијер
Реч сомелијер (фр. Sommelier) долази из француског језика, а дослован превод би био „онај који служи вино“, „конобар за вино“.
Сомелијер је образована особа, врхунски познавалац винске културе који госту даје препоруку и послужује одређено вино уз одређено јело. Сомелијер брине о вину од тренутка његове куповине, чувања, па све до послуживања.